# AnnMaria Burnsová
AnnMaria Burnsová (roz. Waddellová, provd. Rouseyová, provd. De Marsová) (* 15. srpna 1958 Scottova l. z.) je bývalá americká zápasnice – judistka.

## Sportovní kariéra
S judem začínala ve 12 letech v Altonu v místním klubu YMCA. V americké ženské judistické reprezentaci se pohybovala od počátku osmesátých let dvacátého století. V roce 1982 přerušila sportovní kariéru z důvodu mateřství. V roce 1983 se do reprezentace vrátila a zvítězila na panamerických hrách v Caracasu. V roce 1984 získala první titul mistra světa pro americké judo v rakouské Vídni. Následně se však podruhé vdala a v roce 1985 se jí narodila druhá dcera. V roce 1987 se jí narodila třetí dcera Ronda, pozdější průkopnice ženských komerčních ultimátních zápasů (MMA). K aktivní sportovní kariéře se po třetím mateřství nevrátila.
Má čtyři dcery – Marii Margaretu (* 1982), Jennifer (* 1985), Rondu (* 1987) a Julii (* 1997)